# Riksmål
Riksmål (tidligere skrevet rigsmål) er en norsk betegnelse, der dels dækker den private retskrivningsnorm for det norske sprog, som siden midten af det 20. århundrede er fastlagt af Det Norske Akademi for Sprog og Litteratur og fremmet af Riksmålsforbundet og dels dansk-norske skriftsprog før 1929. Nutidens riksmål er en videreførelse af de officielle riksmålsretskrivninger fra 1907 og 1917 af det sprog, som i 1929 officielt skiftede navn til bokmål, og det er efter retskrivningsændringerne i bokmål i 2005 med små undtagelser sammenfaldende med den moderate version af nutidens bokmål. Riksmål udskiltes som egen uofficielle målform efter 1938, da det officielle bokmål gennemgik omfattende ændringer, som af mange riksmålsfolk, toneangivende medier og store dele af bybefolkningen i Norge blev anset som enten for radikale eller for hastige. Tidligt i 1950-erne tilspidsedes striden mellem riksmålsbevægelsen og myndighederne på grund af samnorskpolitikken, og riksmålsbevægelsen etablerede sit eget normeringsorgan, Det Norske Akademi for Sprog og Litteratur, og startede en kampagne for at rette skolebøger til Det Norske Akademis rikmålsnormal gennem Foreldreaksjonen mot samnorsk. En tilsvarende reaktion skete fra nynorskhold gennem etableringen af høgnorskbevægelsen, men denne var langt mindre slagkraftig og har hos Språkrådet bare fået gennemført nogle få mindre ændringer i retskrivningen.
Riksmål og moderat bokmål er baseret på den danske skrifttradition i Norge, og den fornorskningslinje Knud Knudsen grundlagde, men uden hans langsigtede og betydeligt mere radikale ideer (som eget hunkøn og skel mellem endelserne -ar og -er). Det dansk-norske koinésprog, ofte kaldet dannet dagligtale, lå til grund for retskrivningsreformerne i 1907 og 1917. I modsætning til bokmål har riksmål ikke senere været påvirket af samnorsktanken. Samnorskpolitikken blev efterhånden anset som fejlslået, og som følge af etableringen af Vogt-komitéen ("sprogfredskomitéen") har bokmål og riksmål gradvis nærmet sig hinanden, særlig gennem reformer af bokmål i 1981 og 2005, og en mindre reform af riksmål i 1986. I hovedsagen er det bokmålet som har genindtaget riksmålsformer, mens mange samnorskformer og nogen andre lidet brugte former er blevet afskaffet. Enkelte ord og bøjninger som ikke findes i nynorsk er kommet ind for at genspejle talesproget, deriblandt skøyt (ligestillet med skjøt, nynorsk skaut) og (har) røyka (ligestillet med røykte, mens nynorsk kun har røykte). Førstnævnte efterspurgte Riksmålsforbundet og Riksmålsvernet allerede i 1936 (som «skøit»).
Navnet rigsmål blev indført i Norge af Riksmålsforbundets grundlægger Bjørnstjerne Bjørnson i 1899 efter forbillede fra dansk, hvor det fra slutningen af 1800-tallet blev brugt om skriftsproget og fra 1890 om det landsgyldige standardtalesprog i Danmark. Stavningen med k (riksmål) blev officielt indført i 1907, selv om det tog flere tiår inden pressen og befolkningen fulgte efter (Norges største avis, Aftenposten, gik over til den nye stavning i 1923).
Riksmålsforbundet definerer riksmålet som "den moderne norske normalform af det skriftsprog som er nedarvet fra den dansk-norske sprogtradition i 1700-tallet og 1800-tallet og det norske tale- og læsesprog, som er knyttet til dette. Kort sagt: det skrevne og talte norske standardsprog".» Denne brede definition omfatter hele det skriftsprog, der er kendt som riksmål og moderat bokmål og talt standard østnorsk. I lingvistisk forstand er det talesprog som bygger på dannet dagligtale, altså riksmålstalesproget i Østlandet/standard østnorsk at anse som en form for dansk, til forskel fra de talesprog (også på Østlandet) som bygger på norske dialekter.
I sproglig forstand kan riksmål på norsk også betyde et hvilket som helst rigssprog i et land.

## Historie

### Tidlig historie
Riksmål og bokmål har deres ophav i den danske skrifttradition i Norge og det dansk-norske talemål som udviklede sig fra det.

### Riksmål og bokmål adskilles
I udgangspunktet var bokmål og riksmål forskellige navne for samme sprogform. For eksempel blev bogmaal brugt i landsskoleloven af 1889, hvor det i § 73 hedder, at "Skolestyret bestemmer, om Skolens Læse- og Lærebøger skal være affattede paa Landsmaal eller i det almindelige Bogmaal". I 1899 grundlagde Bjørnstjerne Bjørnson riksmålsbevegelsen og introducerede – efter dansk mønster – navnet rigsmaal.
Navnet riksmål slog igennem, og Kirkedepartementet valgte at bruge det om retskrivningerne af 1907 og 1917. Riksmålsfolket var delt i synet på disse reformer. Dele af riksmålsbevægelsen ivrede for Knud Knudsens reformtanker, som nu blev realiseret, mens andre modsatte sig både 1907- og 1917-reformerne. Eksempelvis antog Aftenposten først 1907-retskrivningen i 1923 og 1917-retskrivningen i 1928. Bjørnson, som døde i 1910, var også modstander af 1907-reformen.
Der var også dem, som ikke ønskede at standse fornorskingen ved den dannede dagligtale. Blandt dem var Moltke Moe, en af arkitekterne bag 1907-reformen og ideologen bag samnorskpolitikken. Han døde i 1913, men hans ideer blev videreført i 1917-retskrivningen, som i tillæg til obligatoriske ændringer baseret på dannet dagligtale, indførte valgfrie fællesformer med nynorsk og fra østlandsdialekterne. De første antydninger af det kommende skel mellem bokmål og riksmål ser man efter 1917, da riksmålsbevægelsen for alvor begyndte at yde modstand mod den officielle sprogpolitik og afviste de valgfrie former. Det definitive brud kom imidlertid først med 1938-reformen, da det officielle bokmål afskaffede flere former fra det højere talemål og indførte et stort antal former fra østlandsdialekterne og fællesformer med nynorsk.
Skillet mellem navnene riksmål og bokmål opstod efter 1929, da Stortinget i forbindelse med en revidering af lærerskoleloven vedtog, at skriftsprogets navn fremover skulle være bokmål i lovgivningen. Forslag om at bruge riksmål eller dansk-norsk faldt med henholdsvis 13 mod 22 og 17 mod 18 stemmer i Lagtinget. Dette har siden været regnet som den officielle afgørelse af navnespørgsmålet. Sprogligt repræsenterede 1929 ikke noget skelsættende brud; det var myndighedernes normering af bokmålet, og afvisningen af de valgfrie former, der var indført i riksmålet i 1917, som førte til, at der efter der officielle navneskifte blev taget initiativ til en alternativ sprognormering under navnet riksmål. Siden dengang har riksmål betegnet den konservative retning indenfor den dansk-norske sprogtradition.

### Moderne riksmål
For at beskytte riksmålet mod den officielle samnorskpolitik påbegyndte riksmålsbevægelsen sit eget normeringsarbejde. Riksmålsvernet udgav de første fire bind af Norsk riksmålsordbok i perioden 1937 til 1957, men et mindre hæfte kom allerede i 1930. Riksmålsvernet blev indlemmet i Det Norske Akademi for Sprog og Litteratur i 1981, og to supplementsbind til ordbogen blev udgivet i 1995.
Riksmålet har også gennemgået nogle retskrivningsændringer. I 1986 blev de tidligere radikale former nå, etter og språk indlemmet i normalen ved siden af nu, efter og sprog. Aftenposten, den største publikation på riksmål, tog retskrivningen af 1986 i brug i 1991, og opgav samtidig de traditionelle symbolformer i hovedsagen (enkelte journalister fortsatte med at bruge dem i nogle år). Aftenpostens chefredaktør Egil Sundar var en stærk tilhænger af de traditionelle former, hvilket var en vigtig årsag til, at avisen ventede til 1991 med at tage 1986-retskrivningen i brug.
Samtidig med at riksmålsbevægelsen har drevet sit eget normeringsarbejde, har den arbejdet for at påvirke normeringen af officielt bokmål. Det såkaldte Oslo-vedtag i Oslo skolestyre i 1939 blev retningsgivende for sprogpolitikken i skolen efter krigen. Det gik ud på, at så mange skolebøger som muligt skulle bruge radikale former som var fælles med nynorsk. Riksmålsforbundet organiserede fra 1951 til 1954 Foreldreaksjonen mot samnorsk som blandt andet indsamlede 407 119 underskrifter mod samnorsk, opfordrede forældre til at rette radikale former i deres børns skolebøger, og førte retssag mod undervisningsministeriet. Tor Guttu beskriver resultatet således:
| Citat | Før rettssaken mot departementet skulle opp i april 1954, kom det i stand forlik. Departementet gav seg, og Oslo-vedtaket var de facto avskaffet; bøker i den språkform som ifølge 1938-rettskrivningen var moderat, skulle tillates. Men mange steder var de radikale i bruk til de ble utslitt i begynnelsen av 1960-årene. En reaksjon dels i kjølvannet av Foreldreaksjonen, dels som reaksjon på læreboknormalen da den endelig kom i 1959, var brenningen av «samnorskbøker». | Citat |
|       | |       |

Vogt-komitéen blev nedsat i 1964 for at gennemgå sprogsituationen i Norge, og et af resultaterne var oprettelsen af Norsk språkråd, hvor riksmålsorganisationerne lod sig repræsentere. I 1981 blev mange traditionelle riksmålsformer som havde holdt sig i talesproget siden 1938, genindført i bokmål. I 2005-retskrivningen er skillet mellem hovedformer og sideformer ophævet i bokmål, noget som åbner for, at alle riksmålsformer indenfor bokmålsnormalen kan bruges i lærebøger og offentligt sprogbrug.
Fra 1980-erne er det typiske radikale bokmål blevet stadig mindre brugt, og samtidig er antallet af forfattere som bruger de typiske signalord - som sne, sprog, nu og efter - for riksmål reduceret. Dermed har bokmål og riksmål nærmet sig hinanden fra hver sin side. Selv om visse forskelle fortsat består, er skellene mellem målformerne i dag af væsentlig mindre betydning. Tidligere kulturminister Lars Roar Langslet fra Høyre mente i en kronik i Aftenposten i 2004, at det moderate bokmål nu lå så nær det moderne riksmål, at med nogen mindre modifikationer kunne man "afskaffe den fornærmelige glose bokmål og genindføre riksmål som rette navn på vort hovedsprog". Sprogprofessoren Finn-Erik Vinje har givet udtryk for det samme. I en kronik i Aftenposten i 1999 mente han, at "når riksmålsnormen nu har flyttet ind i bokmålet, samtidig som bokmålet kvitter de mest outrerede samnorskformer, burde det være på tide at give riksmålet dets gamle navn tilbage. Bokmål er ikke noget navn, det er en chikane"

## Talt riksmål
Det mest udbredte talesprog i Norge kaldes ofte standard østnorsk og ligger nær læseudtalen af moderat bokmål og riksmål. Man kan også regne den "højere" sociolekt i flere norske byer (penbergensk, fintrønder) med til det samme talesprog, men siden intonation og fonologi i høj grad er regionalt særpræget, er navnet standard østnorsk lidet træffende.
Det er imidlertid ikke normalt at skelne mellem moderat bokmål og riksmål i tale, og det er uvist, hvor mange nordmænd der regner sig selv som riksmålstalere. Det giver bedre mening at se på riksmål og moderat bokmål som alternative normer for standard østnorsk. Mens man kan skrive relativt umarkeret på begge normaler, åbner bokmålets radikale former for noget mere præg af dialekt og "lavere" sociolekt i skriftbilledet, mens riksmålets konservative former går længere i at tillade markering af udpræget højsociale stiltræk.

## Dagens brug af riksmål
Riksmål bruges bevist af aviser som blandt andet Aftenposten, en række forfattere og skribenter og mange privatpersoner. Desuden står riksmålsnært bokmål stærkt, men det er uvist hvor mange nordmænd, som regner sig selv for riksmålsbrugere. Sprogforskeren og forfatteren Helene Uri skrev i 2004 kronikken «Ut av språkskapet», hvor hun definerede sig som riksmålsbruger.

## Forskelle mellem riksmål og andre norske målformer
Forskellene mellem riksmålet og bokmålet kan illustreres blandt andet gennem sætningen «skogbunnen ble dekket av dugg». Riksmål har traditionelt haft færrest mulige valgfri former, mens bokmål både har og har haft flere former at vælge mellem. Denne sætning har derfor været ens på riksmål helt fra det udskiltes som eget skriftsprog efter 1938. Bokmålet har derimod haft rigeligt med former (former med fed skrift er taget ud igen):
- skog el. skau (norrønt skógr)
- botn el. bunn el. bonn (norr. botn)
- blei el. ble el. vart (middelnedertysk bleif[7], norr. varð)
- dekt el. dekka el. dekket (nedertysk deckt[8], dansk dækket)
- dogg el. dugg (norrønt dǫgg)

Ved hjælp af kombinatorik giver dette hele 108 former på højden af valgfriheden og 48 former i dag. Eksempelvis kunne det på bokmål hedde «skaubotnen vart dekka av dogg», men også «skogbunnen ble dekket av dugg» (som på riksmål og tidligt bokmål). Det er heller ikke «forbudt» at blande nynorsk og dansknorsk skrifttradition vilkårligt, og det kan derfor også hedde «skaubunnen blei dekket av dogg». Tilsvarende er både helmjølken og heilmelka to af i alt otte godkendte former i bokmål.

### Grammatiske forskelle
I lighed med dansk og moderat bokmål - men i modsætning til radikalt bokmål, nynorsk og alle norske dialekter undtagen bergensk - har riksmål kun to grammatiske køn: fælleskøn og intetkøn. Fælleskøn erstatter hankøn og hunkøn, og får dansk bøjningsmønsteret til hunkønsord. I riksmål sammenfalder bøjningsmønsteret i stedet med det norske bøjningsmønster for hankøn. En del substantiver kan alligevel ende på -a i bestemt form i riksmål: kua, øya, jenta. Ifølge Tor Guttu drejer det sig om rundt regnet 150 stykker. Der er alligevel ikke tale om hunkøn, eftersom alle ord som samsvarsbøjes med substantivet, bøjes på samme måde for de to kategorier. Grammatisk set er der kun tale om forskellige bøjningsmønstre for bestemt form af substantiv i fælleskøn. For eksempel hedder det både en liten gutt, den lille gutten og en liten jente, den lille jenta i modsætning til et lite barn, det lille barnet. Dette er uligt nynorsk og dialekterne, hvor et hunkønsord styrer bøjningen af andre ord således: ei lita jente (nynorsk hovedform). I dagens brede bokmålsnormal er begge systemer tilladte. Det eneste marginale tilfælde af trekønssystem i riksmål er når determinativen min, din eller sin kommer efter et substantiv med bunden form på -a: det hedder kua mi, ikke *kua min, selv om det hedder se kua, den er min.
Riksmål har endvidere mange pronominaladverbier som hvorefter eller hvoretter, hvori, som mangler helt i nynorsk og delvis i bokmål.

### Stilistiske forskelle
Siden riksmålet bygger på både en dansk og en norsk sprogtradition, indeholder det en række «leksikalske dubletter» med beslægtet, men ikke helt ens betydning. Eksempler er ond (metafysisk) vs. vond (fysisk) og meget vs. mye. Disse er i brug i lige så høj grad i bokmål, men sjældne i nynorsk.

### Ortografiske forskelle
Riksmål har beholdt stumt h i nogle tilfælde, hvor det er fjernet eller blevet valgfrit i bokmål: hvalp (bokmål valp), hveps eller veps (bokmål veps), hverken (bokmål verken eller hverken), hvirvel (bokmål virvel), hvis (bokmål hvis eller viss, egentlig av nedertyske wes). Fællesformene uden h blev indført i 1959 i både bokmål og nynorsk som en del af samnorskpolitikken. Allerede i 1936 havde Riksmålsforbundet og Riksmålsvernet gået enstemmig ind for at stryge stumme h-er også i ord som hvad (senere hva), hvem og hvilken, men fik ikke tilslutning til dette.
Med hensyn til fornorsking af ord med udenlandsk (særlig engelsk) ophav, har man inden for riksmålstraditionen været noget mere forsigtig med at normere forud for faktisk brug. I visse tilfælde har riksmålet åbnet for en retskrivning som ligger nærmere udtalen i standard østnorsk, for eksempel hedder det kræsje i riksmål i modsætning til krasje i bokmål og nynorsk. Derimod har bokmål sjanger (eller genre), mens riksmål kun har genre.

### Sprogpolitisk litteratur
- André Bjerke: Dannet talesprog
- André bjerke: Babels Tårn
- André Bjerke: Sproget som ikke vil dø
- André Bjerke: Hårdt mot hårdt
- André Bjerke: Hva er godt riksmål? – Spørsmål og svar
- Sjur Brækhus (1956): Sprogstrid og lovsprog. Oslo: Universitetsforlaget
- Tor Guttu (1992): Det levende ordet. Oslo: Riksmålsforbundet
- Jan Erik Hansen: Frisprog – mer enn ord
- Sigurd Hoel: Sprogkampen i Norge. En kriminalfortelling. Oslo: Riksmålsforbundet/Aschehoug
- Lars Roar Langslet (1999): I kamp for norsk kultur: riksmålsbevegelsens historie gjennom 100 år Oslo: Riksmålsforbundet
- Aksel Lydersen: Fra sprogstridens historie
- Ernst Sørensen: Skriftsprog og folkemål
- Ernst Sørensen: Sprogstriden og dens åndelige bakgrunn
- Leif Wærenskjold: Vi finner oss ikke i det
- Arnulf Øverland: Riksmål, landsmål og slagsmål

## Kendte riksmålsforfattere og digtere
Dagens norske forfattere som skriver radikalt eller moderat bokmål eller riksmål er led i en ubrudt litterær tradition som går tilbage til dansketiden. Denne dansk-norske traditionen omfatter kendte navn som Ludvig Holberg, Johan Sebastian Welhaven, Henrik Wergeland, Camilla Collett, Peter Chr. Asbjørnsen, Jørgen Moe, Henrik Ibsen, Alexander Kielland, Bjørnstjerne Bjørnson, Arne Garborg (som rigtignok er mest kendt som landsmålsforfatter), Knut Hamsun og Sigrid Undset.
Af forfattere som vedblev med at skrive riksmål, efter at det radikale bokmål blev officiel retskrivning i 1938 kan nævnes:
- Sigurd Hoel
- Johan Borgen
- André Bjerke
- Aksel Sandemose
- Claes Gill
- Jens Bjørneboe
- Terje Stigen
- Knut Faldbakken
- Inger Hagerup
- Arnulf Øverland
- Ebba Haslund
- Stein Mehren
- Axel Jensen
- Ketil Bjørnstad
- Kaj Skagen
- Roy Jacobsen
- Lars Saabye Christensen
- Håvard Rem
- Ingvar Ambjørnsen
- Erik Fosnes Hansen
- Helene Uri
- Stian M. Landgaard
- Ole Paus